# Citroën C6
Citroën C6 byl v letech 2005–2012 vlajkovou lodí francouzského výrobce automobilů, který je součástí koncernu PSA Peugeot Citroën.

## Popis
Karoserie je charakteristická dlouhým převisem vpředu v kombinaci s krátkou zádí. Výbavu lze volit ve třech úrovních výbavy – C6, C6 Lingage a C6 Exclusive nebo doplňovat výbavou na přání. Výbava interiéru zahrnuje nový systém klimatizace s nezávislým ovládáním teploty vlevo – vpravo a vpředu – vzadu. Jak je u vlajkových lodí Citroënu zvykem, tento model je vybaven poslední (čtvrtou) verzí hydropneumatického odpružení Hydractive.

## Motorizace
Model je poháněn motory ve variantách 2,2HDi 16V 173k a 2,7HDi V6 24V 208k pro dieselové motory a 3,0i V6 24V AT 215k pro benzínový motor. Převodovkou je buď BM 6stupňová nebo automatická 6stupňová. Díky výkonu až 155 kW může dosáhnout rychlosti 230 km/h. Zrychlení z 0 na 100 km/h činí 9,4 s.